# 麹智盛
麴 智盛（きく ちせい、生没年不詳、在位640年）は、高昌国の王。麴文泰の子。
640年、唐の侯君集・薛万均らが来攻する中、父の麴文泰が死去すると即位した。「天子に対して罪があったのは、先王である」と侯君集に書信で訴え、時間稼ぎを図ったが、侯君集は攻略の手を緩めようとしなかった。智盛は西突厥の来援がないことを知ると、唐軍に降った。高昌国の3州・5県・22城の地域と8千戸・3万人の人々は唐に編入され、ここに高昌国は滅んだ。高昌の君臣および豪族は中原に移住させられた。
智盛は唐の左武衛将軍に任ぜられ、金城郡公に封ぜられた。弟の麴智湛は右武衛中郎将に任ぜられ、天山県公に封ぜられた。太宗の死後、智盛の石像が刻まれて、昭陵の玄闕の下に列せられた。